# 雅各布斯敦 (新澤西州)
雅各布斯敦（英語：Jacobstown）是位於美國新澤西州伯靈頓縣的非建制地區。

## 歷史
雅各布斯敦的郵局於1849年設立，其後於1927年停運。

## 地理
雅各布斯敦所處的海拔為高於海平面54米（即177英呎），而該地所採用的時區為UTC-5，即北美东部时区（EST）。同時該地設有夏令時間，為UTC-5調快一小時，即UTC-4（EDT）。